# Ельцин. Три дня в августе
«Е́льцин. Три дня в а́вгусте» — российский полнометражный фильм режиссёра Александра Мохова, повествующий о событиях Августовского путча, итогом которого стал распад СССР. Главные роли Б. Н. Ельцина и М. С. Горбачёва исполнили Дмитрий Назаров и Владимир Юматов соответственно.

## Сюжет
Середина августа 1991 года. Идёт подготовка к подписанию Союзного договора. Но постепенно встаёт вопрос о смене руководящей верхушки в стране. Заговорщики блокируют Михаила Горбачёва на его даче в Форосе, после чего объявляют об образовании Государственного комитета по чрезвычайному положению в СССР (ГКЧП СССР).
Борис Ельцин едет в Белый дом, где возглавляет оппозицию. Начинается жёсткое противостояние Бориса Ельцина с ГКЧП и советскими коммунистами.

## В ролях
| Актёр                         | Роль                                                                                          |
| ----------------------------- | --------------------------------------------------------------------------------------------- |
| Дмитрий Назаров               | Президент РСФСР Борис Ельцин                                                                  |
| Владимир Юматов               | Президент СССР, генеральный секретарь ЦК КПСС Михаил Горбачёв                                 |
| Елена Валюшкина               | супруга Бориса Ельцина Наина Ельцина                                                          |
| Александр Сирин               | Председатель КГБ СССР Владимир Крючков                                                        |
| Александр Мохов               | заместитель председателя КГБ СССР Валерий Лебедев                                             |
| Игорь Старосельцев            | Вице-президент РСФСР Александр Руцкой                                                         |
| Самвел Мужикян                | Председатель Верховного Совета РСФСР Руслан Хасбулатов                                        |
| Александр Терешко             | руководитель службы безопасности президента РСФСР Александр Коржаков                          |
| Олег Голуб                    | Народный депутат РСФСР, государственный советник РСФСР Сергей Шахрай                          |
| Александр Алексеев            | Председатель Совета Министров РСФСР Иван Силаев                                               |
| Владимир Стеклов              | командующий ВДВ СССР Павел Грачёв                                                             |
| Михаил Хмуров                 | заместитель командующего ВДВ СССР Александр Лебедь                                            |
| Игорь Головин                 | госсекретарь РСФСР Геннадий Бурбулис                                                          |
| Александр Шаврин              | Вице-президент СССР, фактический глава ГКЧП Геннадий Янаев                                    |
| Феликс Антипов                | Маршал Советского Союза, министр обороны СССР, член ГКЧП Дмитрий Язов                         |
| Александр Клюквин             | Премьер-министр СССР, член ГКЧП Валентин Павлов                                               |
| Анатолий Басин                | Секретарь ЦК КПСС, член ГКЧП Олег Бакланов                                                    |
| Сергей Кисса                  | секретарь ЦК КПСС, член ГКЧП Олег Шенин                                                       |
| Борис Абрамкин                | председатель Крестьянского союза СССР, член ГКЧП Василий Стародубцев                          |
| Павел Данилов                 | Министр внутренних дел СССР, член ГКЧП Борис Пуго                                             |
| Михаил Хомяков                | командир группы «Альфа» КГБ СССР, генерал-майор Виктор Карпухин                               |
| Евгений Дербышев              | первый заместитель председателя КГБ СССР Гений Евгеньевич Агеев                               |
| Семён Мохов                   | оператор                                                                                      |
| Анна Грачёва                  | корреспондент                                                                                 |
| Дарья Калмыкова               | Ольга                                                                                         |
| Денис Коломоец                | Коля                                                                                          |
| Светлана Антонова             | младшая дочь Бориса Ельцина Татьяна Дьяченко                                                  |
| Елена Лямина                  | старшая дочь Бориса Ельцина Елена Окулова                                                     |
| Сергей Внуков                 | министр печати РСФСР Михаил Полторанин                                                        |
| Андрей Тартаков               | директор информагентства                                                                      |
| Александра Березовец-Скачкова | Тамара                                                                                        |
| Геннадий Христенко            | Владимир Зайцев                                                                               |
| Алексей Подосенов             | Сафронов                                                                                      |
| Валентина Шарыкина            | супруга Дмитрия Язова Эмма Язова                                                              |
| Максим Грачёв                 | Мамакин                                                                                       |
| Павел Исайкин                 | секретарь Владимира Крючкова                                                                  |
| Владимир Козелков             | главнокомандующий Сухопутными войсками, заместитель министра обороны СССР Валентин Варенников |
| Шерхан Абилов                 | президент Казахской ССР Нурсултан Назарбаев                                                   |
| Борис Белан                   |                                                                                               |
| Павел Артёмов                 | внук Бориса Ельцина Боря                                                                      |
| Настя Орлова                  | внучка Бориса Ельцина                                                                         |

## Съёмочная группа
- Автор сценария: Олег Антонов
- Режиссёр-постановщик: Александр Мохов
- Оператор-постановщик: Александр Демидов
- Композитор: Александр Пантыкин
- Художник-постановщик: Алексей Чернов
- Продюсеры:
  - Алексей Пивоваров
  - Андрей Тартаков
  - Валентин Опалев
  - Владислав Ряшин

### Критика
- Три дня и 20 лет Архивная копия от 11 февраля 2017 на Wayback Machine